# Murisengo
Murisengo (piemontesisch Ambrusengh) ist eine Gemeinde in der italienischen Provinz Alessandria (AL), Region Piemont.

## Lage und Einwohner
Die Gemeinde liegt 55 Straßenkilometer nordwestlich von der Provinzhauptstadt Alessandria entfernt. Sie ist die westlichste Gemeinde in der Provinz Alessandria und grenzt an die Provinz Asti. Sie umfasst eine Fläche von 15 km² und hat 1271 (Stand 31. Dezember 2023) Einwohner.
Die Nachbargemeinden sind Montiglio Monferrato (AT), Odalengo Grande, Robella (AT) und Villadeati.

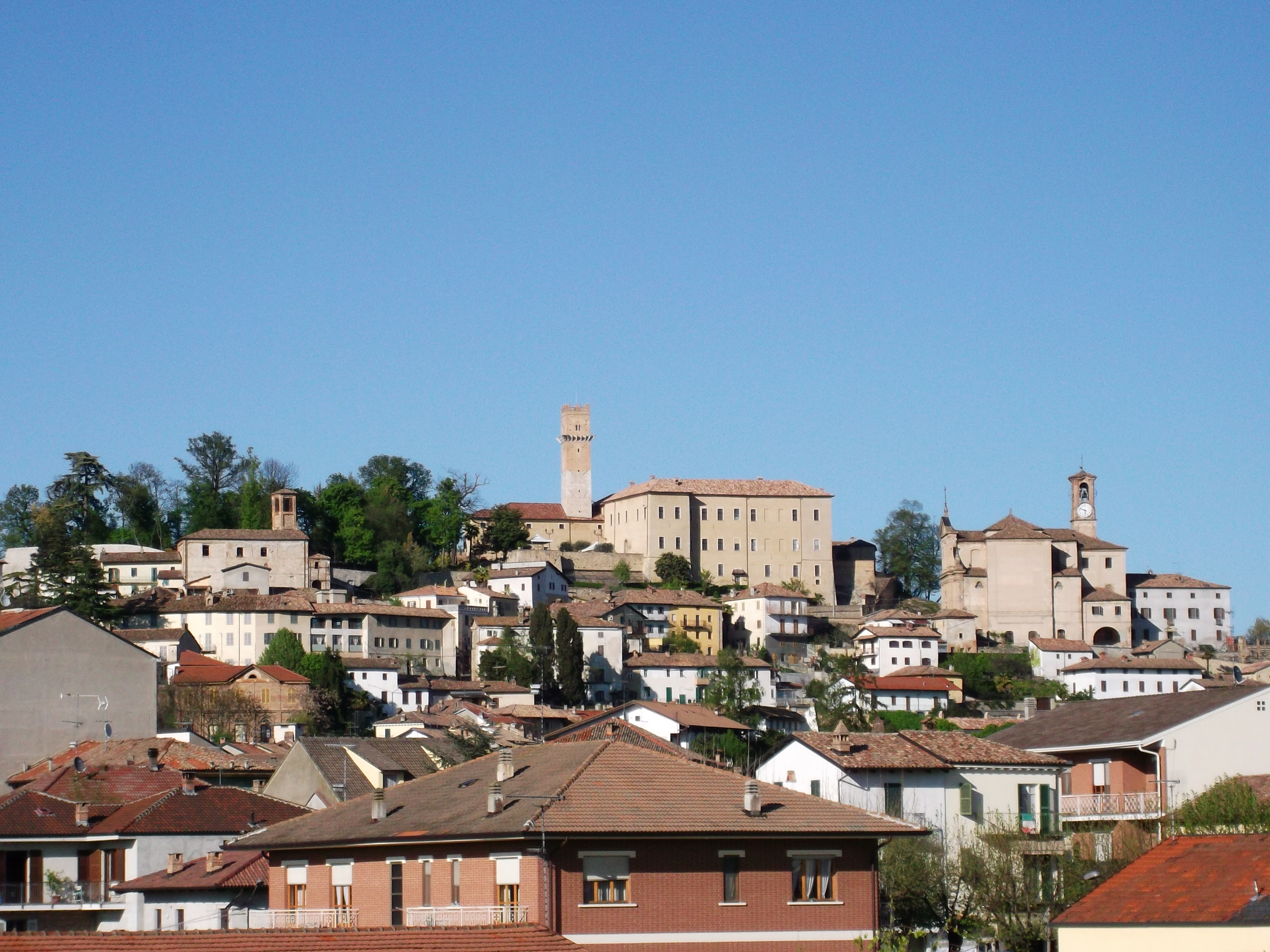
Panorama

## Geschichte

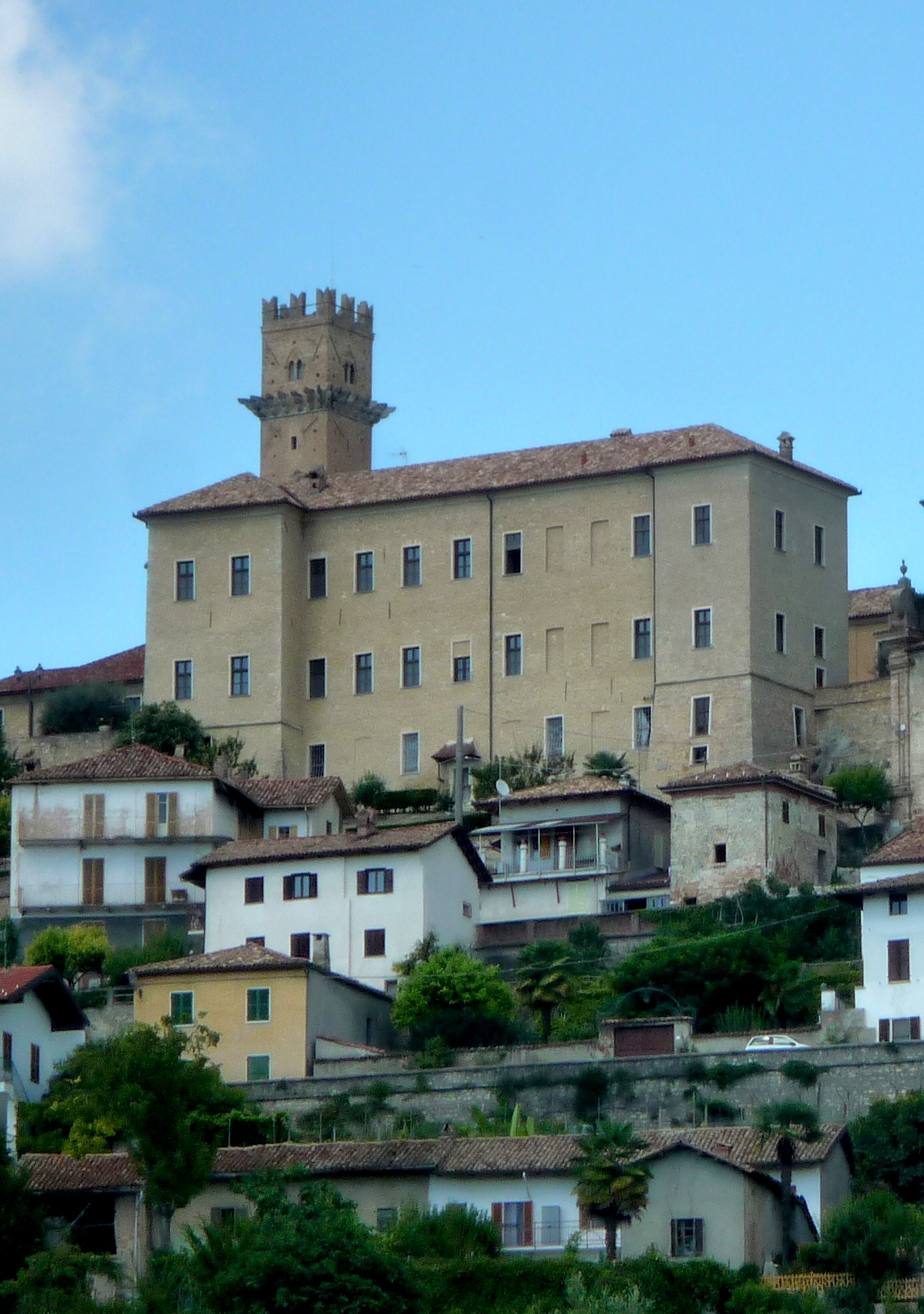
Das Schloss

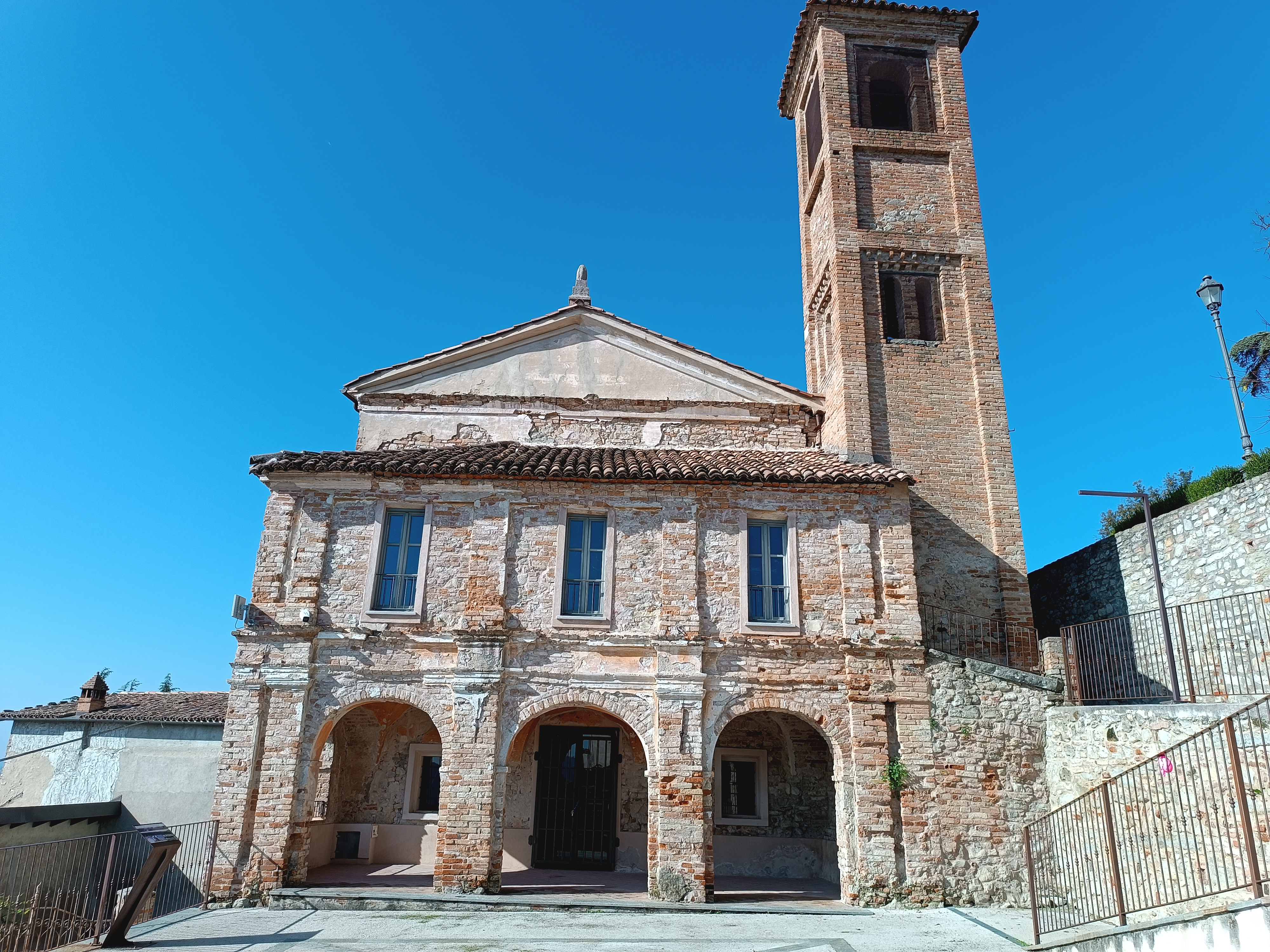
Kirche San Michele

Der seit dem Mittelalter durch verschiedene Dokumentationen belegte Ortsname präsentiert die Varianten „Munisengus“, „Munesengus“, „Murisengus“, die von der Apax „Molisengh“ begleitet werden. Die Vielfalt der Formen machte es schwierig, die Etymologie zu identifizieren, was zu zwei möglichen Ableitungen führte. Der des Namens des Stabes von Mauritius und der, immer verbunden mit einem persönlichen Namen, von Maurisius.
Die ersten Dokumente, in denen die Siedlung erwähnt wird, stammen aus dem Jahr 940 und später aus dem Jahr 1027. Das erste bezeugt die Beteiligung eines adligen Bürgers an einer Siedlung in Asti, das zweite bestätigt den Besitz eines örtlichen Klosters durch Konrad II. In den folgenden Jahrhunderten ging es an verschiedene Herren der Gegend über, die Montiglio, die Radicati von Brozolo und die Scotia, die das Lehen mit Grafentitel vier Jahrhunderte lang innehatten. Die letzten Feudalherren waren die Guasco-Fürsten von Bisio.
Murisengo hat zusammen mit der Nachbargemeinde Montiglio Monferrato seit 1912 einen Bahnhof an der Bahnstrecke Chivasso–Asti. Der Betrieb wurde 2011 stillgelegt.

## Sehenswürdigkeiten
- Das Schloss aus dem 14. Jahrhundert mit charakteristischen mittelalterlichen Tribünen und Zinnen, das 1813 Silvio Pellico beherbergte, der dort „Francesca da Rimini“ schrieb.
- Die Pfarrkirche Sant’Antonio Abate aus der Scapitian-Schule, ein Beispiel des piemontesischen Rokoko.
- Die Kirche San Michele, früher Oratorium der Engel genannt.
- Der Turm von San Pietro, Überreste des Glockenturms der alten Zisterzienserabtei.
- Die Kirche San Luigi Gonzaga, ein typischer Ausdruck des piemontesischen Barocks, erbaut vom Turiner Architekten Bernardo Vittone.

## Kulinarische Spezialitäten
Bei Murisengo werden Reben der Sorte Barbera für den Barbera d’Asti, einen Rotwein mit DOCG Status, sowie den Barbera del Monferrato angebaut.

## Persönlichkeiten
- Massimo Boario (* 29. September 1880 in Murisengo;  † 2. August 1956 in Turin) war ein italienischer Komponist, Banddirektor und Musikverleger.
- Luigi Lavazza (* 24. April 1859 in Murisengo; † 16. August 1949 ebenda) war ein italienischer Unternehmer. Er ist der Gründer des 1895 in Turin entstandenen Kaffeekonzerns Lavazza.